# Jacobus Arminius
Jacobus Arminius, właśc. Jacob (Jakob) Hermanszoon lub Harmenszoon albo Hermann (ur. 10 października 1560 w Oudewater, zm. 19 października 1609 w Lejdzie) – twórca arminianizmu.
Z zawodu był ministrem kościoła reformowanego w Amsterdamie i pracownikiem naukowym Uniwersytetu w Lejdzie, gdzie kierował katedrą teologii. Jego poglądy na temat kalwińskiej predestynacji doprowadziły go do konfliktu z władzami kościelnymi. Arminius, nie licząc się z opinią ortodoksyjnych teologów kalwińskich, opowiadał się za supremacją państwa w stosunkach z kościołami. Przeciwko Arminiusowi występował m.in. Gomar z Uniwersytetu w Groningen. Po raz pierwszy odrzucono doktrynę Arminiusa zawierającą żądanie reformy katechizmu na synodzie rotterdamskim.
Po śmierci Arminiusa sytuacja zaogniła się, gdyż w 1610 roku arminianie skierowali do stanów Holandii Remonstrancję (stąd ich późniejsza nazwa – remonstranci), domagając się odwołania decyzji synodu rotterdamskiego. Jednakże uchwała stanów Holandii zakazująca publicznego dyskutowania na temat niejasnych kwestii teologicznych spowodowała wywołanie zamieszek przez zwolenników Gomara.
Poglądy Arminiusa potępiono ostatecznie na synodzie w Dortrechcie w 1619 roku i wtedy też zaczęły się prześladowania arminian. Pozbawiano ich urzędów, więziono i skazywano na wygnanie. Grupa arminian, którym udało się uciec, zbiegła do Danii. Dopiero w 1630, gdy wydano edykt o tolerancji, arminianie mogli swobodnie wyznawać i propagować swe poglądy.